# Yermolaïev Yer-2
Le Yermolaïev Yer-2 est l'un des rares bombardiers à long rayon d'action développé et mis en ligne au cours de la Seconde Guerre mondiale par l'URSS.

## Historique
Robert Ludvigovitch Bartini, un communiste italien vivant en URSS, développa en 1937 avec son équipe de dessinateurs l'avion de transport de passagers entièrement métallique Stal-7 qui accomplit plusieurs vols d'essai long courrier très prometteurs. L'idée apparut de développer une version militaire pour profiter de ses capacités. La compagnie Aeroflot créa à cet effet un bureau d'études spécial dont la direction fut confiée à Vladimir Grigoriévitch Yermolaïev, qui faisait partie de l'équipe de Bartini.
Les travaux commencèrent fin 1939 et le premier prototype appelé DB-240 (Dalny Bombardirovchtchik = bombardier long courrier) fit son premier vol en juin 1940 ; il était conçu pour pouvoir frapper la Grande-Bretagne. Dès octobre 1940, il fut produit en série équipé de moteurs en ligne M-105, de sorte qu'au début de la Grande Guerre patriotique, deux régiments de ce qui deviendra l'aviation à long rayon d'action purent être alignés, disposant d'un total de 128 appareils et d'équipages venant de la compagnie Aeroflot et d'autres organisations aéronautiques civiles.
Dans la première phase des combats, l'appareil, rebaptisé Yer-2 au début de sa production, effectua des missions de bombardement sur Berlin et des missions d'appui-sol sur le front. Fin 1941, les ateliers de production furent transférés de Voronej à Omsk. À cette date, 144 appareils avaient déjà été livrés aux forces aériennes.
En 1942, on commença des essais avec des moteurs plus puissants de type AM-35, M-37 et M-120 destinés à augmenter la charge utile, mais sans grand succès. Fin 1943 apparut sur le front un modèle de série équipé de moteurs diesel Charomskiy ACh-30 (en) qui apporta enfin l'amélioration espérée. Il fut construit à 300 exemplaires. Ce modèle fut constamment amélioré pendant la production qui dura jusqu'en 1944 et devint la dernière version de série du Yer-2; une variante spéciale pour 9 passagers appelée Yer-2ON (Ossobovo Naznatchénia = missions spéciales) fut construite en seulement 3 exemplaires.
Après la guerre, ces avions servirent de bancs d'essais volants. On testa par exemple des moteurs de fusée V2 attachés à un Yer-2. Lorsque Vladimir Yermolaïev mourut le 31 décembre 1944, son OKB fut dissous et ses collaborateurs furent repris par le bureau d'études de Pavel Soukhoï (OKB-51).

## Description technique
Le Yer-2 était un avion entièrement métallique ; l'aile basse en porte-à-faux (cantilever) présentait un double dièdre un peu comme le Ju 87.
L'empennage présentait deux dérives aux extrémités du plan horizontal. Le train d'atterrissage principal rétractable s'encastrait dans les nacelles des moteurs, la roulette de queue était fixe.

## Voir également
- Yermolaïev Yer-4
- Liste des avions